# Quèlids
Els quèlids (Chelidae) són una família de tortugues d'aigua dolça, que alberga a 40 espècies en 12 gèneres. Els seus membres es distribueixen a Austràlia, Nova Guinea i Sud-amèrica i se'ls coneix com a tortugues coll de serp.

## Taxonomia
- Acanthochelys Gray, 1873
- Chelodina Fitzinger, 1826
- Chelus Duméril, 1806
- Elseya Gray, 1867
- Elusor Cann i Legler, 1994
- Emydura Bonaparte, 1836
- Hydromedusa Wagler, 1830
- Phrynops Wagler, 1830
- Platemys Wagler, 1830
- Pseudemydura Siebenrock, 1901
- Rheodytes Legler i Cann, 1980